# Lamprogrammus shcherbachevi
Lamprogrammus shcherbachevi är en fiskart som beskrevs av Cohen och Rohr, 1993. Lamprogrammus shcherbachevi ingår i släktet Lamprogrammus och familjen Ophidiidae. Inga underarter finns listade i Catalogue of Life.